# 锦地罗
锦地罗（学名：Drosera burmanni），又稱作錦地羅，是茅膏菜科茅膏菜属的植物。分布在亚洲、大洋洲的热带和亚热带地区、非洲以及中国的广西、广东、云南、福建以及台灣等地，生长于海拔50米至1,520米的地区，多生于山谷、平地、山坡、山顶的向阳处及疏林下。
該種是一個小小的，緊密的毛氈苔，全長通常只有2cm（0.79英尺），是具有最快的陷阱的毛氈苔之一，它的葉片可以在幾秒內把昆蟲捲起來，相較於其他毛氈苔，需要數分鐘甚至數小時才能辦到。有很多寬葉毛氈苔生長在溫帶，但是澳洲昆士蘭的"Beerwah"這個品種不需要經過冬眠。寬葉毛氈苔是一年生的，因此會產生大量種子。

## 别名
落地金钱、金錢草、钉地金钱、乌蝇草（广东）、一朵芙蓉（岭南采药录）、金雀梅（福建）、文钱红（广西）

## 外部連結
- 錦地羅, Jindiluo （页面存档备份，存于） 藥用植物圖像數據庫 (香港浸會大學中醫藥學院) （繁體中文）（英文）
- 2016 年竹北蓮花寺溼地保護區現況及保護工作 （页面存档备份，存于） 荒野保護協會 （繁體中文）

## 延伸阅读
[在维基数据编辑]
 《欽定古今圖書集成·博物彙編·草木典·錦地羅部》，出自陈梦雷《古今圖書集成》
 《植物名實圖考·錦地羅》，出自吳其濬《植物名實圖考》